# 久濟諾站
久濟諾站（羅馬化：Zyuzino）是莫斯科地鐵大環線的一個車站，2021年12月7日啟用。